# Belousov-Zjabotinskij-reaktionen

Datoranimation av Belousov-Zjabotinskij-reaktionen.

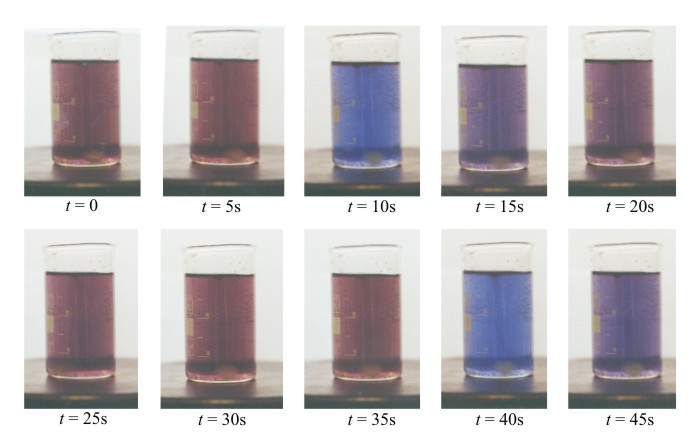
BZ-lösning oscillerar periodiskt.

Belousov-Zjabotinskij-reaktionen (BZ-reaktionen) är en serie kemiska reaktioner som följer på varandra, cykel efter cykel. Den är ett exempel på en kemisk oscillator, alltså där samma förlopp återkommer gång på gång. Den kan också ge upphov till självorganiserande mönster i en petriskål. Spridda rapporter om sådana här självorganiserande system kom under första hälften av 1900-talet men avfärdades som experimentella fel, eftersom sådan självorganisering ansågs strida mot termodynamikens andra huvudsats. Det var först när de ryska kemisterna Boris Belousov och Anatolij Zjabotinskij på 1950- och 1960-talen kunde uppvisa en reaktion som tämligen enkelt kunde replikeras, som andra kemisters intresse för självorganiserande system på allvar väcktes.

## Historik
I början av 1950-talet undersökte Boris Belousov varianter av citronsyracykeln. Han fann att citronsyra, kaliumbromat och ceriumjoner i svavelsyralösning långsamt växlar färg från svagt gult till färglöst och sedan åter till svagt gult. Växlingarna fortgick flera timmar. Belousov lyckades dock inte få sina rön publicerade förrän 1959 (och då som bihang till en kongressrapport) eftersom de ansågs strida mot termodynamikens andra huvudsats.
På 1961-talet fortsatte doktoranden Anatolij Zjabotinskij Belousovs arbete. Han ersatte citronsyran med malonsyra och kunde visa att skiftningarna i färg berodde på oscillationer i koncentrationen av ceriumjonen Ce4+. På 1960-talet ökade därefter intresset för BZ-reaktionen, som den kom att kallas, liksom för andra liknande komplexa system. Nobelpristagaren 1977 Ilya Prigogine betraktade BZ-reaktionen som 1900-talets viktigaste naturvetenskapliga upptäckt.

## BZ-reaktioner

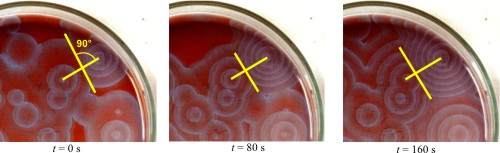
BZ-reaktioner som initieras på flera punkter i en petriskål sprider sig i koncentriska cirklar och ger upphov till komplexa mönster.

Det finns nu många olika varianter av BZ-reaktionen. Oxidanten bromat förekommer i alla men andra ämnen varierar. (En annan känd kemisk oscillator är Briggs–Rauscher-reaktionen. Där har man ersatt bromat BrO3- med jodat IO3- och tillsatt väteperoxid H2O2.) Valet av ämnen kan avgöra färgskiftningarna. Cerium- och manganjoner kan användas som katalysatorer liksom joner av andra övergångsmetaller. En cykel består av många delreaktioner och de exakta processerna är inte fullt utredda. Barzykina anger följande tio delreaktioner som de viktigaste om man använder cerium som katalysator men andra nämner mer än tjugo olika steg.
1. BrO3- + 2H+ + Br- ↔ HBrO2 + HOBr
2. HBrO2 + H+ + Br- ↔ 2HOBr
3. HOBr + H+ + Br- ↔ Br2 + H2O
4. BrO3- + HBrO2 + H+ ↔ 2BrO2 + H2O
5. BrO2 + Ce3+ H+ ↔ HBrO2 + Ce4+
6. 2HBrO2 ↔ BrO3- + HOBr + H+
7. Br2 + CH2(COOH)2 → BrCH(COOH)2 +Br- + H+
8. 6Ce4+ + CH2(COOH)2 + 2H2O → 6Ce3+ + HCOOH + 2CO2 + 6H+
9. 4Ce4+ + BrCH(COOH)2 + H2O → 4Ce3+ + HCOOH + Br- + 2CO2 + 5H+
10. Br2 + HCOOH → 2Br- +CO2 +2H+

Br- = bromidjon ; BrO3- = bromatjon ; HBrO2 = bromvätesyra (H═B─OH) ; HOBr = hypobromsyra ; BrCH(COOH)2 =  brommalonsyra ; HCOOH = metansyra (myrsyra).

## Termodynamikens andra huvudsats
Termodynamikens andra huvudsats är en grundpelare inom fysiken. Den säger att entropin i ett slutet system inte kan minska, alltså att systemet inte kan gå från oordning till ordning. Belousovs reaktion ansågs strida denna sats eftersom förloppet gick åt båda hållen, från gult till färglöst och tillbaka till gult etcetera. Den ena riktningen måste innebära att entropin minskade, menade man på de tidskrifter som inte ville publicera Belousovs rön. Zjabotinskijs och andras arbete på 1960-talet gjorde att man fick en bättre förståelse för skeendet. BZ-reaktionen strider inte mot termodynamikens andra huvudsats eftersom systemet inte är slutet. Dessutom sysslar andra huvudsatsen med system som befinner sig nära sitt jämviktsläge. BZ-reaktionen sker i ett system som är långt från jämvikt. Om man ständigt tillförde ny reagens och avlägsnade slutprodukterna skulle oscillationerna kunna pågå under obegränsad tid. Delreaktionerna är dissipativa genom att energi tillförs systemet genom oxidation av syror. Varje enskild cykel medför därför en minskning av tillgänglig energi och en ökning av entropin. Koldioxid avgår och alltmer vatten bildas. Till slut, efter ett par timmar, och kanske flera tusen cykler upphör oscillationerna när inte mer energi finns att tillgå.
Wang menar att BZ-reaktionen inte bör ses som en cirkelrörelse utan som en nedåtgående spiralrörelse där den tillgängliga energin minskar för varje varv.